# تزيين فني
يصف التزيين أو الغسيل الفني (بالإنجليزية: Artwashing)‏ استخدام الفن والفنانين بطريقة إيجابية لتشتيت الانتباه عن الأفعال السلبية التي تقوم بها شخص ما أو منظمة أو دولة أو حكومة، خاصة فيما يتعلق بالتجديد الحضري.

## أصل الكلمة
بنية مصطلح التزيين أو الغسيل الفني باللغة الإنجليزية مشابهة لمصطلحات مثل غسيل وردي (Pinkwashing) وغسيل أرجواني [الإنجليزية] (Purplewashing) وهي كلمة من كلمتي فن (Art) وتزيين أو تبييض (Whitewashing). وقد اُبتكار هذا المصطلح خلال احتجاجات عام 2017 ضد التجديد الحضري في حي بويل هايتس في مدينة لوس أنجلوس [الإنجليزية].

## أمثلة
- التجديد الحضري في حي بويل هايتس في لوس أنجلوس، كاليفورنيا.[7]
- تبرعات من عائلة ساكلر، أصحاب شركة الأدوية بردو فارما [الإنجليزية] في وسط أزمة المواد الأفيونية في الولايات المتحدة، لمتاحف مثل متحف غوغنهايم ومتحف متروبوليتان للفنون ومعرض تيت.[8][9]